# WDR Fernsehen

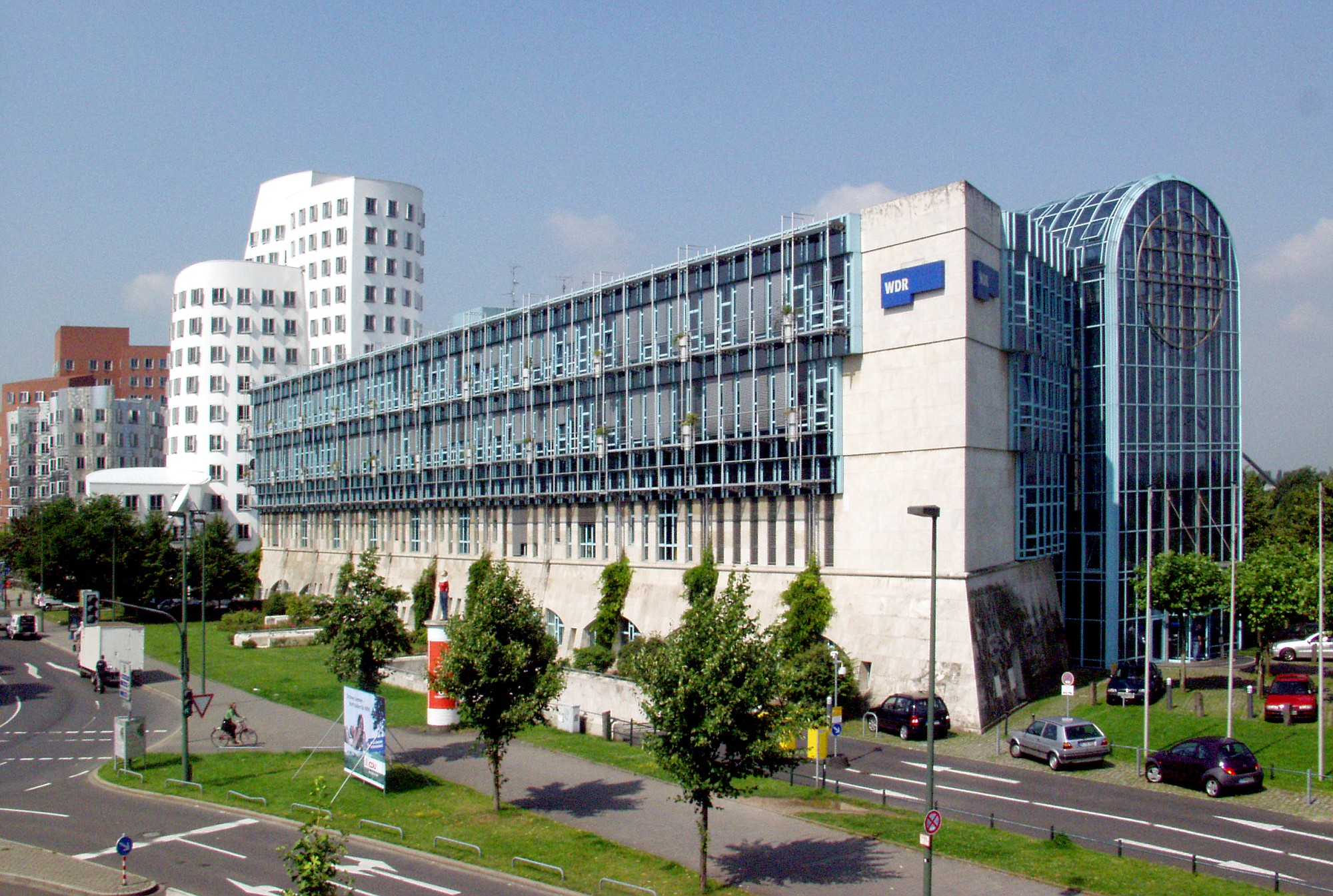
Estudios de la WDR en Düsseldorf

WDR Fernsehen es un canal de televisión generalista regional alemán operado por la empresa pública Westdeutscher Rundfunk. Su ámbito de emisión es el estado de Renania del Norte-Westfalia.
Esta cadena generalista es una de las nueve "Dritten Fernsehprogramme" (literalmente "terceras cadenas") que forman parte de la ARD. Con esta denominación se conoce en Alemania a las cadenas de televisión públicas regionales.

## Historia de la cadena
WDR Fernsehen empieza a emitir el 17 de diciembre de 1965 bajo el nombre de Westdeutsches Fernsehen (WDF). En 1988 es rebautizada West 3 y desde 1994 lleva su nombre actual.
El 30 de abril de 2012 empezó a emitir en simulcast en formato HD 720p.

## Organización
WDR Fernsehen está asociada a la ARD (Consorcio de instituciones públicas de radiodifusión de la República Federal de Alemania), y produce algunos programas para el primer canal de televisión alemán, Das Erste.

## Programación
Se trata de una cadena enfocada a los contenidos de proximidad (los reportajes y boletines de información regionales y locales ocupan una parte importante de la emisión), pero también hay espacio para los dibujos animados, las series, los programas culturales y educativos y las películas. Como todos los canales pertenecientes a la ARD, WDR Fernsehen retransmite cada día en simulcast (a las 20.00 h) el telediario nacional de Das Erste llamado Tagesschau.
De lunes a sábado a las 19.30, la cadena emite desconexiones regionales de 30 minutos llamadas Lokalzeit y repartidas en once zonas:
- Aquisgrán: Lokalzeit aus Aachen
- Wuppertal: Lokalzeit Bergisches Land
- Bonn: Lokalzeit aus Bonn
- Dortmund: Lokalzeit aus Dortmund
- Duisburgo: Lokalzeit aus Duisburg
- Düsseldorf: Lokalzeit aus Düsseldorf
- Colonia: Lokalzeit aus Köln
- Münster: Lokalzeit Münsterland
- Bielefeld: Lokalzeit OWL aktuell
- Essen: Lokalzeit Ruhr
- Siegen: Lokalzeit Südwestfalen

## Difusión
WDR Fernsehen emite por TDT para Renania del Norte-Westfalia, pero también en abierto por satélite así como en las diferentes redes de televisión por cable y operadores IPTV. También se puede captar en todo el país, y en gran parte de Europa, a través del sistema de satélites Astra.

## Logotipos

1988–1994
1994–2013
1994–2013
2013–2016
Desde 2016
Desde 2016 (Señal HD)